# Họ Móc voi
Martyniaceae là danh pháp khoa học của một họ thực vật có hoa trong bộ Hoa môi (Lamiales), chỉ sinh sống tại khu vực nhiệt đới và cận nhiệt đới Tân thế giới. Họ này chứa 4-5 chi và khoảng 13-16 loài. Nó từng được đặt trong họ Vừng (Pedaliaceae) như trong phân loại của hệ thống Cronquist (trong bộ Scrophulariales), vì thế mà người Trung Quốc gọi họ này là 角胡麻 (giác hồ ma, nghĩa là vừng có sừng), nhưng được Angiosperm Phylogeny Group công nhận như là một họ tách biệt trên cơ sở các nghiên cứu phát sinh loài đã chỉ ra rằng hai họ này không có mối quan hệ họ hàng gần do chúng không tạo thành một nhóm đơn ngành. Các khác biệt về phấn hoa và kiểu đính noãn gợi ý rằng tốt nhất là nên tách rời chúng thành 2 họ. Cả hai họ này đều có đặc trưng là có các lông nhầy — làm cho thân và lá của chúng có cảm giác nhơn nhớt và sền sệt — và quả có móc hay sừng. Một vài thành viên của chi Proboscidea được gọi là "cây kỳ lân" hay "vuốt quỷ" do các quả nang chứa hạt có sừng của chúng.
Danh lục các loài thực vật Việt Nam gọi họ Martyniaceae là họ Giác hồ ma hay họ Móc voi.
Các loài trong họ này là cây một năm hay lâu năm. Lá đơn, mọc so le hay đối, thiếu lá kèm. Hoa lưỡng tính, lớn, đối xứng đơn, có lông dính, bầu nhụy thượng. Kiểu đính noãn thành vách. Quả có 2 móc lồi lên ở đỉnh.

## Các chi
- Craniolaria
- Holoregmia (có thể gộp trong Martynia)
- Ibicella
- Martynia
- Proboscidea: Khoảng 10 loài

## Hình ảnh

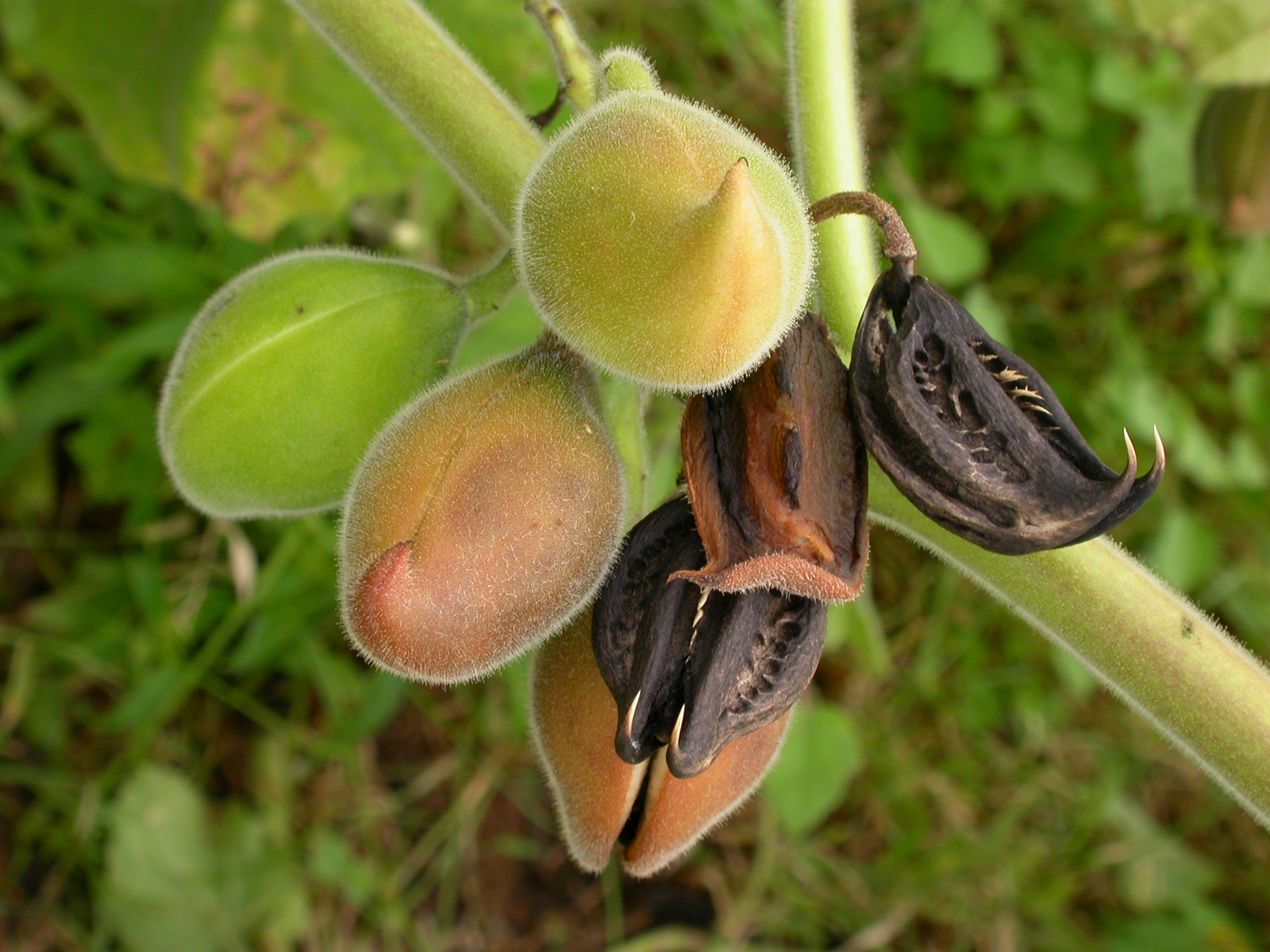
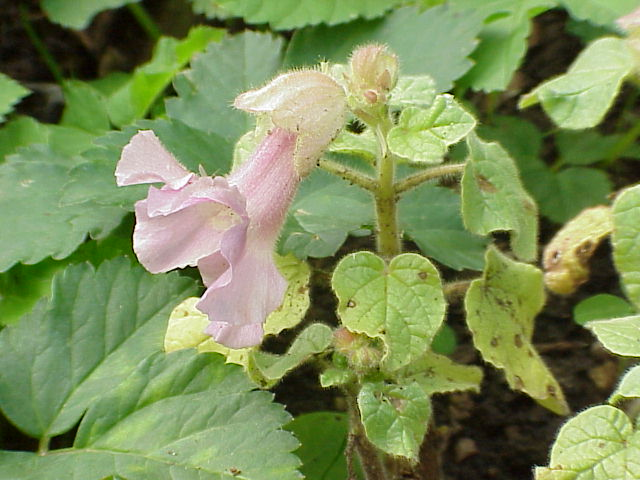
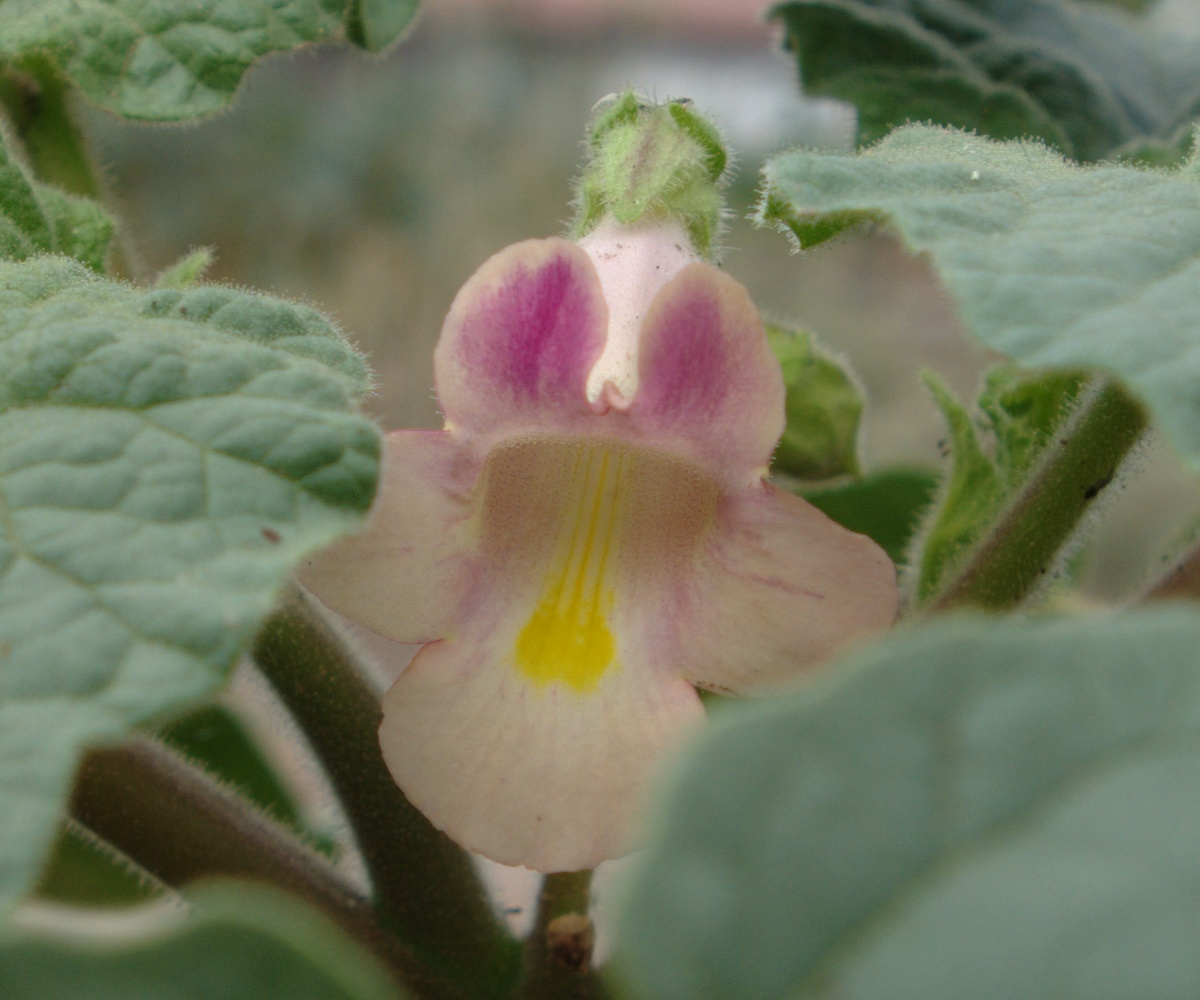